# Alexander Richardson
Alexander Whitmore Colquhoun Richardson (ur. 11 maja 1887 w Gerrards Cross, zm. 22 lipca 1964 w Lymington) – brytyjski generał oraz bobsleista.

## Kariera
Największy sukces osiągnął w 1924 roku, kiedy reprezentacja Wielkiej Brytanii w składzie: Ralph Broome, Terence Arnold, Alexander Richardson i Rodney Soher zdobyła srebrny medali podczas igrzysk olimpijskich w Chamonix. Był to jego jedyny start olimpijski i jedyny medal wywalczony na międzynarodowej imprezie tej rangi. W czasie I wojny światowej służył w Regimencie Bedfordshire, dochodząc do stopnia majora. Ponownie powołany do armii podczas II wojny światowej walczył w Afryce Północnej, osiągając stopień generała dywizji. Został odznaczony Distinguished Service Order (Order za Wybitną Służbę).
Jego syn Guy Richardson zdobył srebrny medal w wioślarstwie podczas igrzysk olimpijskich w Londynie w 1948 r.